# 나글파르

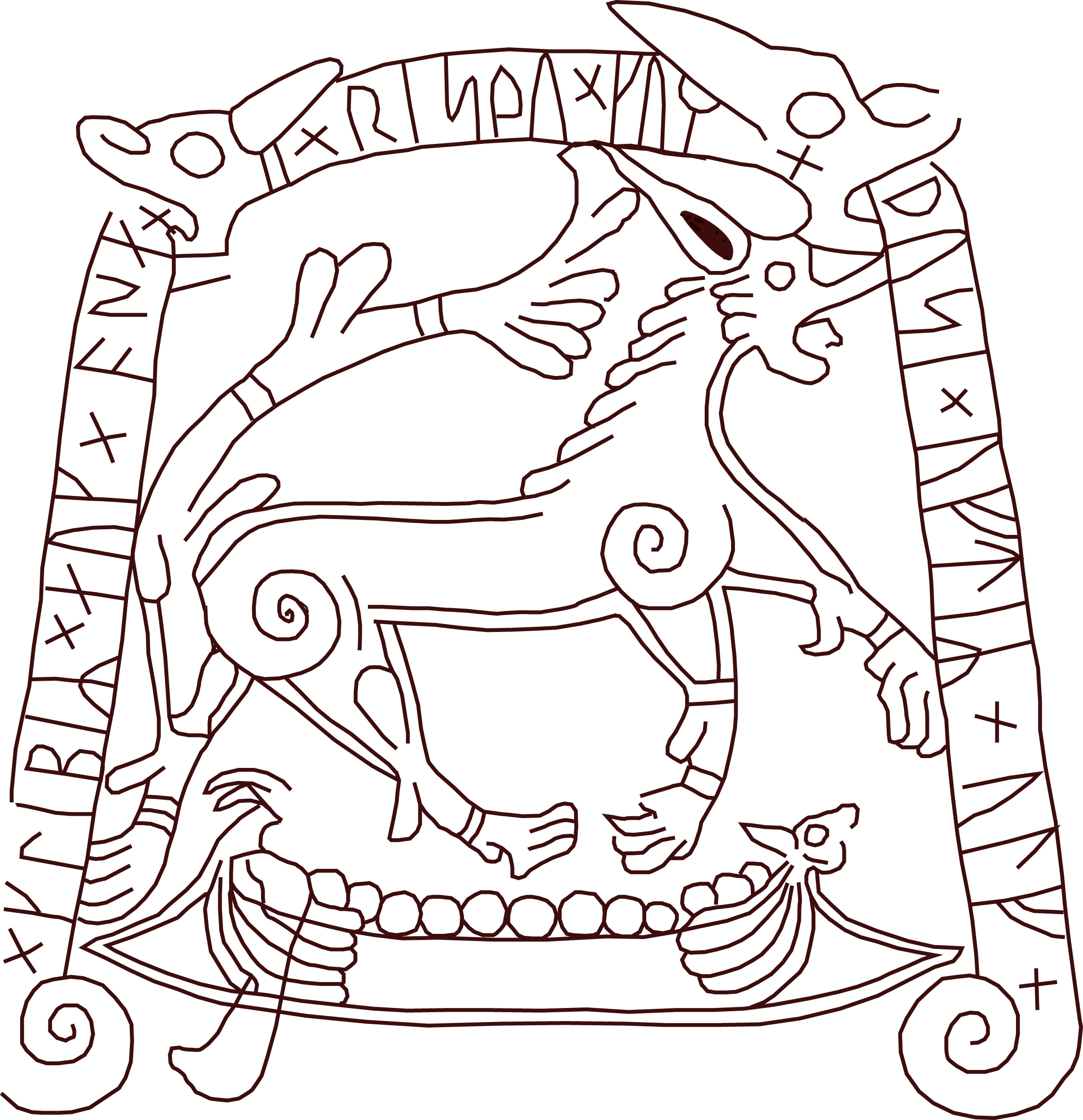
펜리르(위)와 나글파르(아래).

나글파르(고대 노르드어: Naglfar) 또는 나글파리(고대 노르드어: Naglfari)는 노르드 신화에 나오는, 망자의 손발톱으로만 만든 배이다. 라그나로크 때 나글파르는 신들에게 적대하는 마물들을 싣고 비그리드 평원을 향해 항해하고, 그곳에서 최후의 전쟁이 벌어질 것이라고 한다. 나글파르는 13세기 이전의 서사시들을 모아놓은 《고 에다》와 13세기에 스노리 스투를루손이 쓴 《신 에다》에 모두 언급된다.

## 어원
"나글파르(Naglfar)의 어원이 무엇인지에 관해서는 다소의 논쟁이 있었다. 19세기 말 아돌프 노리엔은 "나글(nagl-)"이 평상시 의미인 "손발톱(영어: nail)"을 의미하는 것이 아니고, "시체"를 의미하는 "나르(nár)의 변형으로서 최종적으로는 인도유럽조어 *nok-w-i로 거슬러올라간다고 했다. 노리엔은 나글파르를 "손톱-배" 라고 해석하는 것은 민간어원이며, 그 민간어원이 자리잡으면서 "손발톱으로 만든 배"의 개념도 비로소 만들어졌다고 주장했다.
그러나 1909년 지크문트 파이스트는 이러한 어원적 연구를 부정했고, 1951년 앨버트 모를리 스터트반트를 거쳐 1977년 브루스 링컨은 “"나글"이 "손발톱"이라는 평상시 의미가 아니라고 주장할 만한 이유는 존재하지 않으며, 나글패르는 스노리가 쓴 그대로 손발톱으로 만들어진 배”라고 결론내렸다. 또한 링컨은 손발톱으로 만든 배가 인도유럽어족에서 발견되는, 머리카락과 손발톱을 자르고 또 제물로 바치는 어떤 거대한 패턴의 일부라는 점을 발견했다(후술).

## 출전
나글파르는 《고 에다》 및 《신 에다》 양자에서 모두 언급된다. 《고 에다》에서 나글파르는 〈무녀의 예언〉에서 두 개 절에 걸쳐 딱 한 번 언급된다. 죽은 볼바는 오딘에게 솟구치는 물줄기와 함께 배가 도착할 것이며, 그 배에는 흐륌과 로키를 비롯하여 그 무리들이 타고 있으리라 예언한다.

| 벤저민 소프의 번역: 흐륌이 동쪽에서 키를 잡고 오니 물이 솟구쳐라, 세계뱀은 거인의 분노로 또아리를 틀었다. 그 배암이 물을 두들기자 수리가 비명을 지르는듸, 창백한 부리는 시체들을 찢는도다. 나글파르의 밧줄이 풀렸다. 그 배는 동쪽에서 달려오는데, 무스펠의 사람들이 함께 바다 건너 오니, 로키가 키를 잡는다. 괴물의 족속들은 모두 늑대와 함께 가니, 뷜레이스트의 형제가 그들의 길앞장을 섰다. | 헨리 애덤스 벨로우스의 번역: 동쪽에서 흐륌이 방패를 높이 치켜들고 다가온다. 거대한 분노로 뱀이 몸을 뒤틀고, 그 뒤틂은 그때마다 해일이 되고, 황갈색 수리가 송장을 쏠아먹으며 비명지른다. 나글파르의 밧줄이 풀렸도다. 바다 건너 북쪽에서 배가 항행해 온다 헬의 인간들을 채우고서, 로키가 조타수를 맡았구나. 늑대가 풀려나면 인간들이 따르리니, 그들과 함께 뷜레이스트의 형제가 간다. |  |

《신 에다》에서는 나글파르가 네 번 언급된다. 첫 번째로 언급되는 것은 〈길피의 속임수〉 제43장이다. 높으신 분이 가로되 “세상의 선박 중에 스키드블라드니르가 가장 좋은 솜씨로 잘 만들어진 배이며, 한편 가장 거대한 배는 나글파리인데, 무스펠들의 소유이다”라고 한다.
제51장에서 높으신 분이 라그나로크 때 일어날 일들을 이야기한다. 별들이 하늘에서 사라진 뒤, 땅이 흔들리다 못해 산들이 모두 무너지고, 나무들은 뿌리가 뒤집히며, 새들은 부리를 딱딱이고, 이로써 늑대 펜리르가 족쇄에서 해방된다. 그 뒤 세계뱀 요르문간드가 분노를 몰아치며 해안으로 헤엄쳐 오고, 이 때문에 바다가 땅을 덮친다. 또한 나글파르도 계류용 밧줄이 풀려난다. 높으신 분은 나글파르가 망자들의 깎지 않은 손발톱으로 만들어졌다고 묘사한다. 그러면서 가라사대, “그 배는 망자의 손발톱으로 만들어졌으며, 누구든 손발톱을 깎지 않고 죽는 사람의 수를 줄이는 것은 가치있는 일이다. 왜냐하면 그렇게 죽은 사람은 나글파르의 재료를 보태게 되는데, 신들과 인간들은 나글파르의 완성을 미루고 싶어하기 때문이다.” 높으신 분은 배의 키를 잡고 선장 노릇을 하는 이는 요툰 흐륌이며, 나글파르는 물을 헤치면서 솟구치는 파도를 몰고 다닌다고 덧붙인다. 그 뒤 제51장에서 높으신 분은 나글파르가 언급되는 상기 〈무녀의 예언〉 구절을 인용한다.
나글파르가 마지막으로 등장하는 것은 〈시어법〉으로, 각종 선박의 이름 목록에 올라와 있다.

## 유물

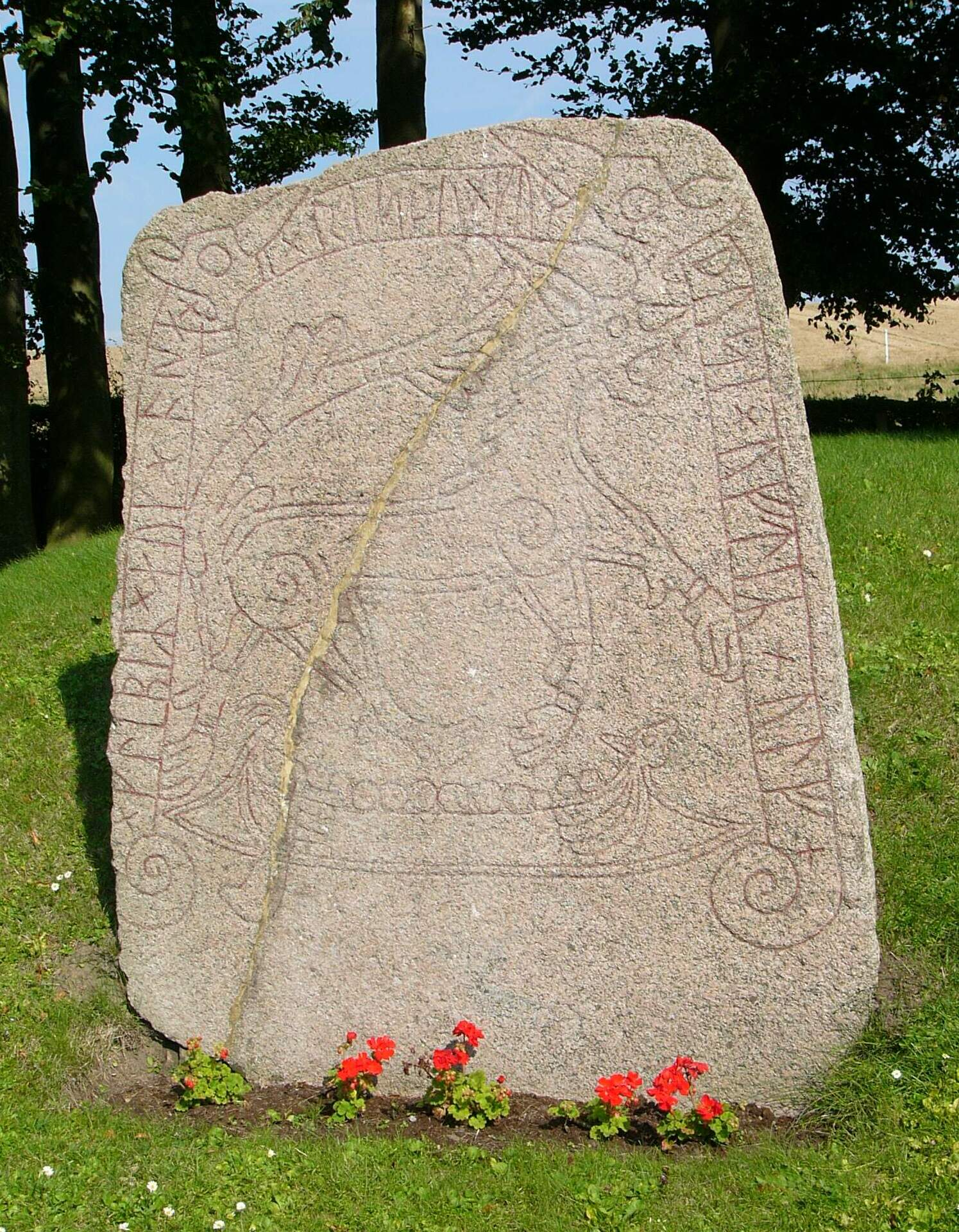
스웨덴 스코네에 소재한 툴스토프 룬돌.

툴스토프(Tullstorp) 룬돌에 새겨진 암각화는 라그나로크를 묘사한 것이다. 위쪽 5분의 4가량 면적을 차지하는 네 발 달린 짐승이 괴물 늑대 펜리르고, 그 아래쪽에 나글파르가 보인다. 암각화에 새겨진 나글파르는 선수와 선미 양쪽에 모두 비크헤드가 달려 있는데, 이러한 모습은 어떠한 바이킹 시대 배들에서도 발견된 바 없으며, 즉 이 배는 상징적인 배인 것 같다.

## 신화 해석
상술하였듯 브루스 링컨은 인도유럽어족의 머리카락 및 손발톱 처리를 연구했다. 링컨은 스노리의 《신 에다》와 아베스타어 문헌에서 아후라 마즈다가 머리카락과 손발톱을 제대로 묻지 않고 방치하면 거기서 대바와 즈라프스트라가 생겨난다고 경고하는 것을 서로 비교하면서 양자의 개념적 유사성을 강조한다. 링컨은 나글파르의 ‘손발톱-배’라는 특징적인 이미지는 게르만 세계 특유의 것임이 의심할 여지가 없으나, 그 기본적 아이디어는 인도유럽어족이 공유하는 머리카락과 손발톱을 부적절하게 처리하면 좋지 않은 일이 생긴다는 고대의 관념에 기반하고 있다고 말한다.

## 참고 자료
- Bellows, Henry Adams (transl.) (2004) [1923]. 《The Poetic Edda》. Dover (reprint of American-Scandinavian Foundation edition). ISBN 0486437108.
- Crumlin-Pedersen, Ole & Thye, Birgitte Munch (eds.) (1995). The Ship as Symbol in Prehistoric and Medieval Scandinavia: Papers from an International Research Seminar at the Danish National Museum, Copenhagen, 5th-7th May 1994. Nationalmuseet. ISBN 87-89384-01-6
- Faulkes, Anthony (Trans.) (1995). Edda. Everyman. ISBN 0-460-87616-3
- Krappe, Alexander Haggerty (2003 (reprint of 1930 ed.)). 《Science of Folklore》. Kessinger Publishing. ISBN 0-7661-5813-6.
- Lincoln, Bruce (1977). "Treatment of Hair and Fingernails among the Indo-Europeans" from History of Religions, Vol. 16, No. 4, The Mythic Imagination (May, 1977), pages 351—362. University of Chicago Press.
- Lindow, John (2001). 《Norse Mythology: A Guide to the Gods, Heroes, Rituals, and Beliefs》. Oxford University Press. ISBN 0-19-515382-0.
- Merrony, Mark (2004). 《The Vikings: Conquerors, Traders and Pirates》. Periplus. ISBN 1-902699-54-8.
- McKinnell, John (2005). 《Meeting the Other in Norse Myth and Legend》. D. S. Brewer. ISBN 1-84384-042-1.
- Thorpe, Benjamin (Trans.) (1906). 《The Elder Eddas of Saemund Sigfusson, Younger Eddas of Snorre Sturleson》. Norrœna Society.